# 第一代漢密爾頓公爵詹姆斯·漢密爾頓
詹姆斯·漢密爾頓（英語：James Hamilton, 2nd Marquess of Hamilton，1606年6月19日—1649年3月9日），第一代漢密爾頓公爵，1643年之前稱漢密爾頓侯爵（Marquess of Hamilton），1628年至1644年擔任御馬官。

## 家庭
1622年，詹姆斯·漢密爾頓與瑪麗·費爾丁（Mary Feilding）結婚，兩人共有2子2女：
1. 查爾斯（1630年—1640年），夭折
2. 安妮（英语：Anne Hamilton, 3rd Duchess of Hamilton）（1632年—1716年），第三代漢密爾頓女公爵
3. 蘇珊娜（1633年—1694年），卡塞爾伯爵夫人
4. 詹姆斯（1635年—1639年），夭折